# 몰디브 여자 축구 국가대표팀
몰디브 여자 축구 국가대표팀은 몰디브를 대표하는 여자 축구 대표팀으로 몰디브 축구 협회에서 관리한다. 여자 대표팀도 남자 대표팀과 더불어 아시아 축구 최약체로 평가받는 팀들 가운데 하나로 첫 국제 A매치 경기인 미얀마와의 2004년 AFF 여자 챔피언십 A조 조별리그 1차전에서 0-17로 대패하면서 몰디브 여자 축구 역사상 국제 경기 최다 점수차 패배를 당했으며 현재까지 FIFA 여자 월드컵과 AFC 여자 아시안컵 본선 기록은 없다.

## 국제 대회 경력

### 아시안 게임
2014년과 2018년 대회에 출전하였지만 두 대회 통산 무득점·59실점·6전 전패의 최악의 성적으로 조별리그 탈락의 고배를 마시면서 아시아 축구 최약체팀다운 면모를 선보였다.

### SAFF 여자 챔피언십
SAFF 여자 챔피언십에는 6번 출전하여 이 가운데 2016년 대회에서 네팔에 이어 A조 2위로 사상 첫 4강에 진출하면서 남아시아 여자 선수권 대회 역대 최고 성적을 기록했다.

### 남아시아 경기 대회
2016년과 2019년 대회에 출전하여 이 가운데 2019년 대회에서 동메달을 거머쥐며 모든 국제 대회를 통틀어 역대 최고 성적을 거두면서 남아시아에서 열리는 대회에서만큼은 좋은 성적을 이어나갔다.

### AFF 여자 챔피언십
2004년 대회에 초청팀 자격으로 출전했지만 조별리그 3경기에서 무득점·43실점·3전 전패 A조 최하위에 머무르며 대회를 일찌감치 마감했는데 특히 미얀마와의 첫 경기에서 당한 0-17 대패는 현재까지도 몰디브 여자 축구가 최다 점수차로 패한 경기로 기록되어 있다.

## 성적

### FIFA 여자 월드컵
- 1991년 ~ 2003년: 불참
- 2007년 ~ 2011년: 예선 탈락
- 2015년 ~ 2019년: 불참
- 2023년: 예선 탈락

### 아시안 게임
- 1990년 ~ 2010년: 불참
- 2014년 ~ 2018년: 조별리그

### 남아시아 여자 축구 선수권 대회
- 2010년 ~ 2014년: 조별리그
- 2016년: 4강
- 2019년: 조별리그

### 남아시아 경기 대회
- 2016년: 조별리그
- 2019년: 동메달

## 같이 보기
- 몰디브 축구 국가대표팀